# 杭州奥体印象城
杭州奥体印象城（全称印力汇德隆杭州奥体印象城），是位于杭州萧山区钱江世纪城金鸡路与扬帆路交叉口的一家购物中心，2021年9月30日开业。由印力集团与汇德隆集团联合打造。印象城共有7层，地上6层、地下一层，建筑面积近24万平米。这是钱江世纪城首个大型商业综合体。这是杭州的第四家印象城。
印象城由PHA湃昂设计团队、泰国LCO景观设计公司设计。

## 主要商家
有300余家品牌入驻，主要商家有山姆会员店、CGV影城、Meland Club（杭州首家形象旗舰店）、唛歌KTV、逃脱艺术体验馆UMEPLAY浙江首店、爪爪联萌宠物体验空间、Hopo Snow城市滑雪、iGO SURFING我去冲浪、TT Skate滑板、MILL酒吧、Wood酒吧、皇室炙·烧鸟、好利来、酒吞、尚一汤、寿司沼津港、山居爷爷、听说过章鱼韩料、米纸越南小馆等。

## 多项杭州第一
- 第一个天空跑道：屋顶设置了长400米的彩色塑胶空中跑道
- 第一个天空之镜水景：屋顶泳池
- 第一个室内热带雨林：位于5楼和6楼，占地2000平米、挑高12米的跨层
- 第一个城市梯田：位于雨林旁边，200平米的巨型阶梯
- 巨型“天空树”：中庭三个特色挑台柱，从B1分别跨到L1-L3
- 第一个挑高8米的地下一层

## 图集
- 奥体印象城
- 奥体印象城
- 奥体印象城
- 奥体印象城
- 奥体印象城